# 10464 Jessie
10464 Jessie (tên chỉ định: 1979 SC) là một tiểu hành tinh vành đai chính. Nó được phát hiện ở Đài thiên văn Đại học Harvard ở Cambridge, Massachusetts, ngày 17 tháng 9 năm 1979. Nó được đặt theo tên Jessica Lynne Peterson, from Harvard, Massachusetts, (1994-2009), loved for her smile và kind spirit.